# Milt Gabler
Milton Gabler (20 de mayo de 1911-20 de julio de 2001) fue un productor de discos estadounidense, responsable de muchas innovaciones en la industria discográfica del siglo XX.

## Primeros años
Gabler nació en una familia judía de Harlem, Nueva York, hijo de Susie (de soltera Kasindorf) y Julius Gabler. Su padre era un inmigrante judío austríaco (originario de Viena ) y la familia de su madre eran inmigrantes judíos de Rusia (con raíces en Rostov). A los 15 años, comenzó a trabajar en el negocio de su padre, Commodore Radio Corporation, una tienda de radio ubicada en la calle 42 Este de la ciudad de Nueva York.

## Años 1930

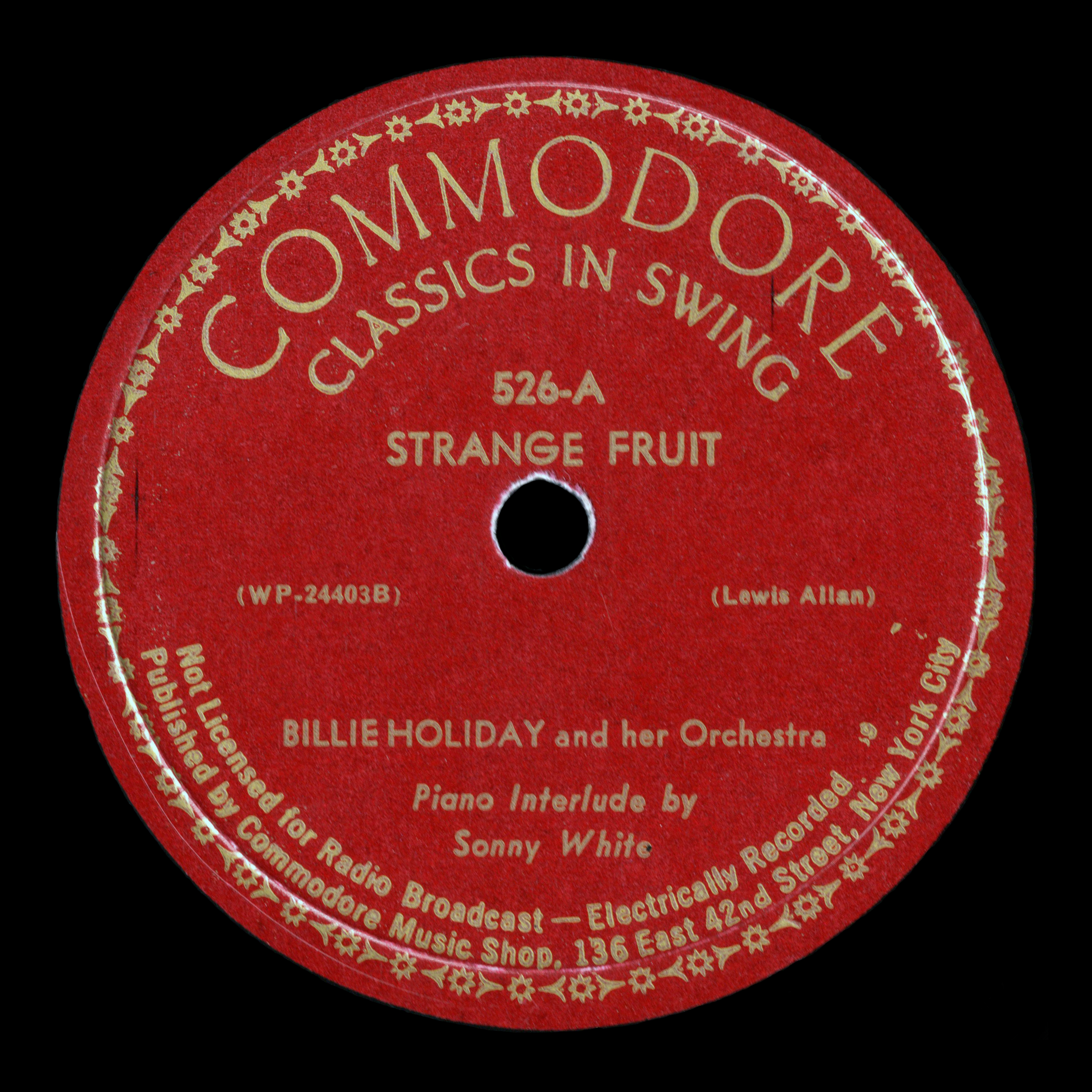
Sello de Commodore Records del tema "Strange Fruit" de Billie Holiday (1939), nombrada Mejor Canción del Siglo por la revista Time

A mediados de la década de 1930, Gabler cambió el nombre del negocio a Commodore Music Shop, y se convirtió en un punto focal tanto para los fanáticos del jazz como para los músicos. En 1933, Gabler comenzó a comprar copias de grabaciones desechadas por las compañías discográficas y a revenderlas, convirtiéndose en el primero en comercializar reediciones, en vender discos por correo y también en acreditar a todos los músicos de las grabaciones.
Puso en marcha una etiqueta especializada denominada UHCA (United Hot Clubs of America) alrededor de 1935, para reeditar caras seleccionadas de 78 rpm previamente lanzadas por otras compañías. Pudo conseguir muchos discos de jazz importantes, incluida la sesión de estrellas de Joe Venuti-Eddie Lang de 1931 (de ARC), la sesión final de Bessie Smith (de OKeh); y varias caras de Frank Trumbauer, Bix Beiderbecke y Miff Mole (también de OKeh). Estas reediciones de los sellos originales a 78 rpm fueron fundamentales para difundir el concepto de recopilar interpretaciones clásicas del pasado. Varios cortes procedentes de Paramount y Gennett se grabaron a partir de copias limpias y se emitieron en UHCA, con un sonido sorprendentemente bueno para tratarse de un doblaje.
En 1937 abrió una nueva tienda en la calle 52 y organizó una serie de sesiones de improvisación en un club vecino, Jimmy Ryan's, y comenzó a grabar algunas, creando su propio sello discográfico, Commodore Records. Su papel como productor musical pronto reemplazó a sus otras actividades y grabó a muchos de los principales artistas de jazz de la época. Una cliente habitual, Billie Holiday, encontró que su compañía discográfica, Columbia, se resistía a su deseo de lanzar la canción "Strange Fruit", por lo que le ofreció la canción a Gabler. Después de obtener el permiso necesario, lanzó su grabación en Commodore en 1939, impulsando su carrera y publicando lo que, 60 años después, la revista Time designó como Mejor Canción del siglo XX.

## Años 1940

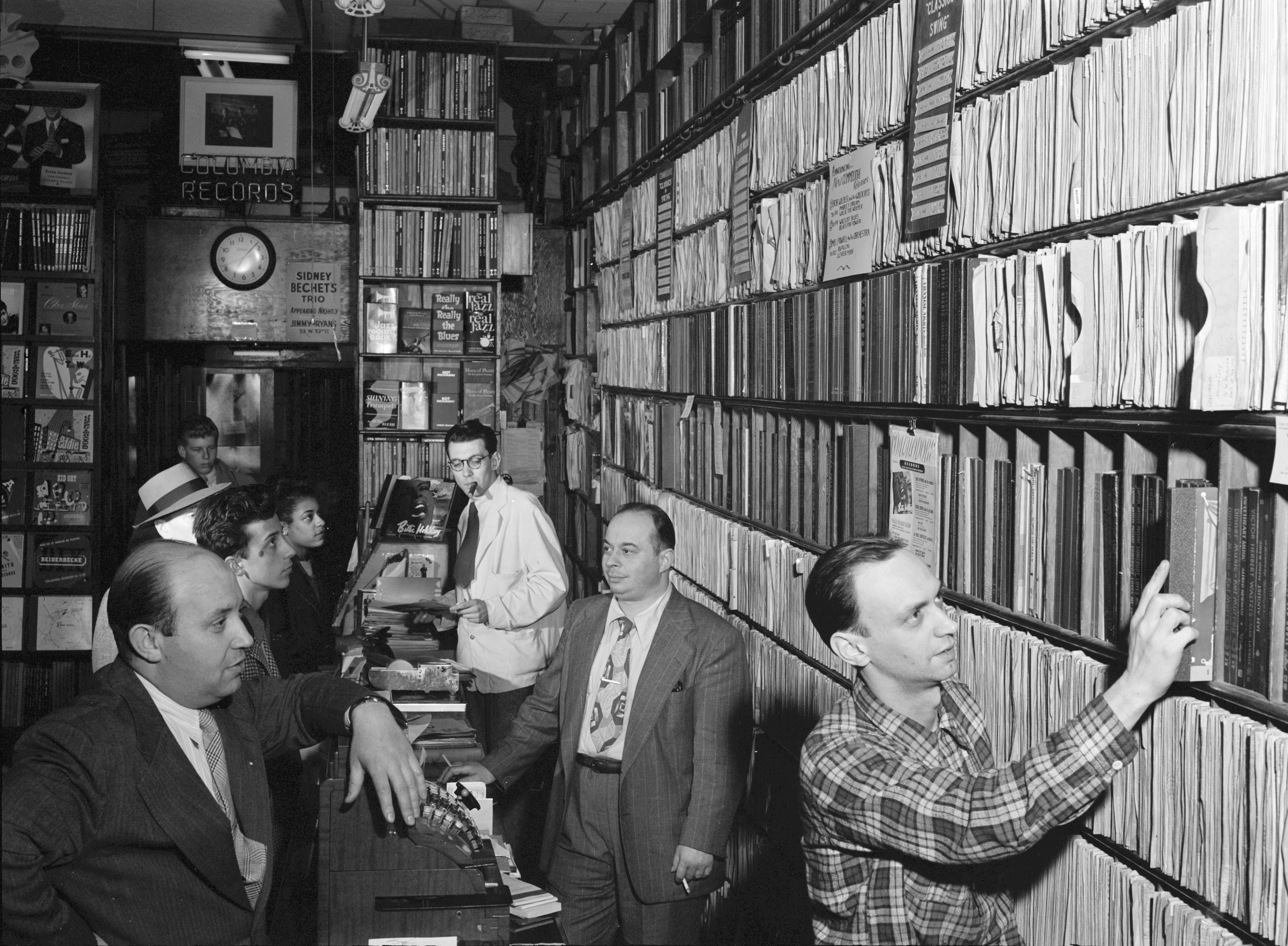
Milt Gabler (izquierda) con Herbie Hill, Lou Blum y Jack Crystal en la Commodore Music Shop (1947)

El éxito de Commodore Records condujo inevitablemente a una oferta para que se uniera a un sello discográfico importante. Decca Records contrató en 1941 a Gabler, quien dejó a su cuñado Jack Crystal (padre de Billy Crystal) dirigiendo Commodore. Pronto estuvo trabajando con muchas de las estrellas más importantes de la década de 1940, produciendo una serie de éxitos que incluyen "Flying Home" de Lionel Hampton, "Lover Man" de Billie Holiday y "Rum and Coca-Cola" de The Andrews Sisters, además de ser el primero en unir a Louis Armstrong y a Ella Fitzgerald.
Puesto a cargo del sello subsidiario de Decca, Coral, Gebler amplió su alcance musical, produciendo éxitos para el cantante de country Red Foley, el grupo de folk de izquierda The Weavers, Peggy Lee, The Ink Spots y Sammy Davis Jr. En 1946 produjo y coescribió el revolucionario sencillo de Louis Jordan, "Choo Choo Ch'Boogie", un anticipo de la revolución musical que estaba a la vuelta de la esquina.

## Años 1950 y 1960
Gabler contribuyó con una nueva porción de historia musical cuando firmó con Bill Haley y His Comets para Decca Records. Produjo su sesión de grabación inicial en abril de 1954, que se dedicó en gran parte a grabar una canción que la compañía pensó que sería el éxito más probable de las dos registrados ese día. Sus esfuerzos en "13 Women" dejaron solo diez minutos para la segunda canción, que Gabler grabó con un nivel de sonido inusualmente alto después de una breve prueba de sonido. "Rock Around The Clock" se grabó en dos tomas y cambió la cara de la música popular. Gabler comentarí más adelante: "Todos los trucos que usé con Louis Jordan, los usé con Bill Haley. La única diferencia fue la forma en que dispusimos la sección de ritmo. Con Jordan, usamos una sección de ritmo perfectamente equilibrada de la era del swing ... pero Bill tenía una sección de ritmo muy fuerte".
Commodore Records cesó su actividad en 1954. Mainstream Records de Bob Shad publicó una serie de álbumes de material de Commodore a principios de la década de 1960, manteniendo la mayoría de estas grabaciones disponibles. Sin embargo, a finales de la década de 1950 y 1960, Gabler continuó guiando la dirección de Decca, escribiendo canciones y produciendo sencillos exitosos como "I'm Sorry" de Brenda Lee y álbumes como Jesus Christ Superstar. También continuó produciendo todas las grabaciones de los Comets para Decca hasta que dejaron el sello en 1959.
Milt Gabler produjo todos los álbumes de estudio en Hamburgo para Bert Kaempfert y su orquesta desde 1960 hasta la muerte de este último en junio de 1980. Escribió muchas letras para canciones de Kaempfert, como "LOVE", un gran éxito de Nat King Cole, y "Danke Schoen".

## Años posteriores
Se retiró de la primera línea de la actividad comercial cuando MCA consolidó Decca con sus otros sellos y trasladó MCA Records a Universal City, California en 1971. Pero continuó produciendo reediciones y obteniendo el reconocimiento de la industria discográfica que ayudó a formar. Se le pidió que regresara a MCA Records en 1973 para supervisar la reedición del enorme catálogo de MCA.
Gabler murió el 20 de julio de 2001, a los 90 años, en el Jewish Home and Hospital de Manhattan. The New York Times informó que la única foto que había junto a su cama era la de Billie Holiday.

## Reconocimientos
En 1991, Gabler recibió el premio Grammy Trustees Award de The Recording Academy, por sus importantes contribuciones al campo de la grabación.
En 1993, Gabler fue incluido en el Salón de la Fama del Rock and Roll por su sobrino, el comediante y actor Billy Crystal. En 2005, Crystal produjo un documental y un CD, ambos titulados The Milt Gabler Story, en homenaje a su tío.

## Lecturas relacionadas
- Koester, Bob, "Milt Gabler & Commodore Records", Rhythm & News, Delmark Records